# Emmanuelle Génin
Emmanuelle Génin, née en 1970 à Paris, est une biologiste française, spécialiste de génétique statistique, génétique des populations et épidémiologie génétique. Elle dirige le laboratoire Génétique, génomique fonctionnelle et biotechnologies (UMR 1078) à l'Université de Brest.
Elle est connue pour avoir identifié avec son équipe et en collaboration avec l'Université du Wisconsin, l'origine de la mucoviscidose (localisation et datation) et avoir montré que cette maladie s'est diffusée avec la culture campaniforme.

## Biographie
Emmanuelle Génin est née en 1970 à Paris. En 1990, elle rentre à l'école Normale Sup de Lyon en option biologie puis passe en 1993 un DEA de Biodiversité, Génétique et Évolution à l'Université Paris 6. 
De 1994 à 1997, elle réalise une thèse intitulée « Apport de la consanguinité dans l’étude des maladies humaines », dans le laboratoire de Josué Feingold, spécialiste de l’épidémiologie génétique, sous la direction de Françoise Clerget-Darpoux.
Spécialiste des analyses de génétique statistique, elle travaille sur la diversité génétique des populations au Centre d’étude du polymorphisme de la fondation Jean Dausset (décembre 2007 - juillet 2012). Elle passe l'année 2009-2010 au Sanger Institute d’Hinxton, Cambridge, UK dans l'équipe de Matthew Hurles.
En 2012 elle rejoint l'équipe de Claude Férec à l'Université de Brest où elle travaille notamment sur la datation des différentes mutations de la mucoviscidose. Elle participe à l'élaboration du plan France médecine génomique 2025 puis prend la direction de l'UMR 1078.
Elle se fait connaitre en 2018 pour avoir coordonné avec Philip Farrell de l'université du Wisconsin à Madison une étude internationale permettant de dater et de localiser l'origine de la mutation p.Phe508del (ou F508del), principale et plus ancienne mutation causant la mucoviscidose. Cette étude met aussi en évidence que la maladie a été diffusée dans le reste de l'Europe par des populations de culture campaniforme.

## Prix et distinctions

### Décorations
- Chevalière de l'ordre national du Mérite en 2018[6]

### Prix
- 1998 : Prix de thèse de la Société Française de Biométrie
- 2017 : Prix de la Recherche INSERM[7]

## Publications scientifiques
- Farrell P, Férec C, Macek M, Frischer T, Renner S, Riss K, Barton D, Repetto T, Tzetis M, Giteau K, Duno M, Rogers M, Levy H, Sahbatou M, Fichou Y, Le Maréchal C, Génin E, Estimating the age of p.(Phe508del) with family studies of geographically distinct European populations and the early spread of cystic fibrosis, 2018. DOI 10.1038/s41431-018-0234-z